# 1995 GC7
1995 GC7 är en asteroid i huvudbältet som upptäcktes den 1 april 1995 av de båda japanska astronomerna Takeshi Urata och Yoshisada Shimizu vid Nachi-Katsuura-observatoriet.
Asteroiden har en diameter på ungefär 9 kilometer och den tillhör asteroidgruppen Eos.